# ماه دیگر برداشت محصول
ماهِ دیگرِ برداشتِ محصول (به انگلیسی: Another Harvest Moon) یک فیلم درام آمریکایی محصول سال ۲۰۰۹ میلادی به کارگردانی کرگ سوارتز و بازیگران اصلی این فیلم ارنست بورگناین ، پایپر لوری ، ان میرا و دوریس رابرتس هستند.
داستان کلی در مورد چهار شهروند سالخورده است که با زندگی در یک خانه سالمندان مقابله می کنند. این فیلم یکی از آخرین نقشهای اصلی بورگنین قبل از مرگ وی در سال ۲۰۱۲ بود. 

## خلاصه داستان فیلم
پیر مردی با بیماری آلزایمر باید تصمیم بگیرد که با شرایط خودش دنیا را ترک کند یا به همراه خانواده‌اش و پرستاری آن‌ها زندگی کند.

## بازیگران
- ارنست بورگناین در نقش فرانک
- ان میرا
- پایپر لوری
- دوریس رابرتس در نقش آلیس
- ریچارد شیف
- سیبل شفرد
- آمبر بنسون
- کامرون مانهن در نقش جک